# Gilles Villeneuve
Joseph Gilles Henri Villeneuve ([ʒil vilˈnœv]; Saint-Jean-sur-Richelieu, 18 gennaio 1950 – Lovanio, 8 maggio 1982) è stato un pilota automobilistico canadese.
Soprannominato l'Aviatore, iniziò la propria carriera sportiva partecipando a gare tra motoslitte nella nativa provincia del Québec. Successivamente passò alla guida delle monoposto, e nel 1976, vinse sia il campionato di Formula Atlantic canadese che quello statunitense. Un anno più tardi la McLaren fece esordire Villeneuve in Formula 1 al Gran Premio di Gran Bretagna 1977; nel corso della medesima annata la Scuderia Ferrari lo ingaggiò per le ultime due gare stagionali in sostituzione di Niki Lauda. Legatosi alla scuderia di Maranello per il resto della carriera fece registrare sei vittorie nei Gran Premi e una vittoria nella Race of Champions del 1979 a Brands Hatch (gara non valida per il titolo), oltre ad un secondo posto nella classifica del Mondiale 1979 alle spalle del compagno di squadra Jody Scheckter come miglior risultato.
Morì a seguito di un incidente causato da un contatto con la March di Jochen Mass durante le qualifiche per il Gran Premio del Belgio 1982 sul circuito di Zolder, a bordo della Ferrari 126 C2.
Villeneuve era molto popolare per il suo stile di guida combattivo e spettacolare, e da allora è diventato un simbolo di questo sport. Le sue vittorie e svariate altre prestazioni vengono considerate capolavori assoluti nella storia della Formula 1, anche perché spesso sono state ottenute al volante di monoposto non all'altezza di quelle della concorrenza. In virtù di ciò, viene annoverato tra i più grandi piloti di sempre, pur non avendo mai vinto un titolo mondiale.

## Carriera

### Gli inizi

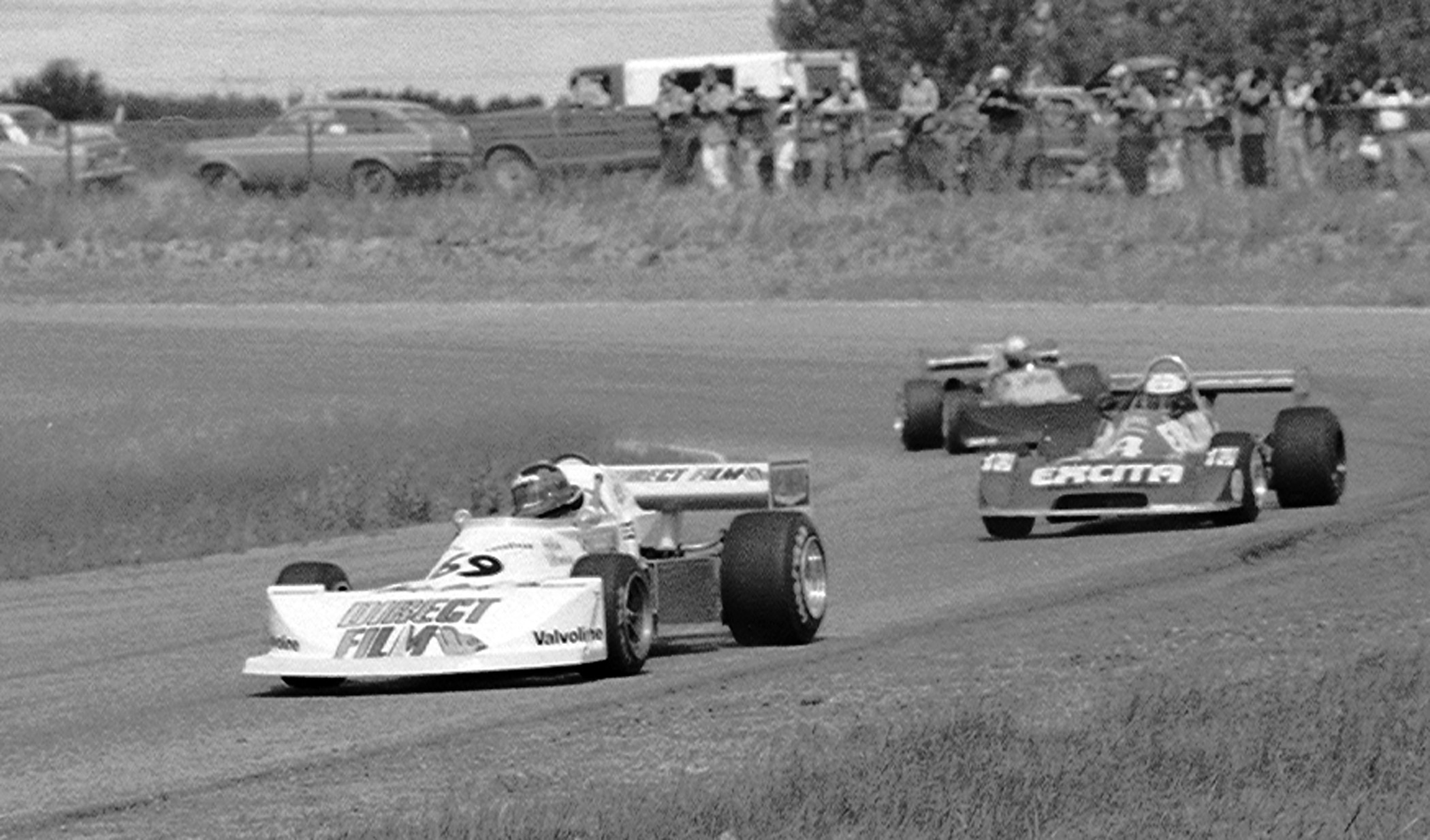
Villeneuve impegnato in una gara di Formula Atlantic del 1977; alle sue spalle Keke Rosberg

Figlio dell'accordatore di pianoforti Seville Villeneuve (1926-1987) e di Georgette Coupal (1925-2008), Villeneuve iniziò a correre con le motoslitte col fratello Jacques, insieme al quale, su quella peculiare tipologia di mezzo, si era allenato sin da bambino, per divertimento. Già nelle prime gare a livello professionistico entrambi riuscirono a ottenere risultati di rilievo e questo portò Gilles alla vittoria del titolo mondiale nel 1974. Dover controllare una motoslitta dalla stabilità decisamente precaria, con visibilità azzerata dagli spruzzi di neve, gli conferì la capacità di controllo nelle situazioni e alle velocità più estreme, capacità che gli servì negli anni a venire. Più vinceva e più desiderava passare alle corse d'auto, maggiormente rischiose, veloci, dispendiose e difficili.
Al contempo prese parte insieme al fratello Jacques ad alcune gare di accelerazione a livello locale con la loro auto privata, una Ford Mustang del 1967 e in breve si iscrisse alla Jim Russell Racing School  presso il circuito di Mont-Tremblant per ottenere la licenza di pilota. Per poter continuare la sua carriera nel mondo dell'automobilismo decise di vendere la propria casa, trasferendosi con la moglie Johanna in un piccolo appartamento; col ricavato della vendita riuscì a partecipare al campionato regionale di Formula Ford del 1973 ottenendo un immediato successo, vincendo sette gare con una vettura obsoleta, per poi passare l'anno successivo alla Formula Atlantic. Grazie alla conquista del campionato di motoslitta poté garantirsi la sponsorizzazione della Skiroule, che lo aveva precedentemente sostenuto, che gli permise di completare la stagione 1975, anno in cui ottenne il suo primo successo.
Nel 1976 riuscì comunque ad ottenere il titolo canadese di categoria, che conquistò nuovamente nel 1977, anno in cui prese parte anche al Gran Premio Trois Rivieres. Proprio in quella gara minore, alla quale partecipavano numerosi piloti di Formula 1 (Hunt, Brambilla, Depailler fra i più noti) vinse davanti al campione in carica della medesima, James Hunt, il quale lo propose al direttore sportivo della McLaren Teddy Mayer, che gli organizzò dei test e la partecipazione al Gran Premio di Gran Bretagna 1977. Quando arrivò in Formula 1 e soprattutto quando fu contattato dalla Ferrari, Gilles prese il vezzo di dichiararsi nato nel 1952 e non nel 1950, ritenendo che la sua età fosse ormai troppo avanzata per renderlo interessante come novizio ai grandi team. In effetti solo dopo la morte il grande pubblico prese conoscenza della sua vera data di nascita.

### La Formula 1

#### Gli esordi (1977-1978)
1977
Nell'estate del 1977 tra le tende della Formula 1 si affacciò un pilota dallo sguardo dolce e dal cuore impavido, salì sul filo con la sua Ferrari e per cinque anni lo percorse fra capriole e piroette.
Poi un giorno scese ed entrò nella leggenda…»
(da Sfide, programma televisivo di Rai 3 – Gli anni di Gilles Villeneuve, 2002)
Villeneuve debuttò in Formula 1 al Gran Premio di Gran Bretagna 1977 il 16 luglio 1977, pilotando la terza McLaren ufficiale, un'obsoleta McLaren M23: superò senza fatica le prequalifiche che erano una nuova, ulteriore difficoltà di accesso alle prove vere e proprie, una ulteriore selezione introdotta in quel Gran Premio a causa dell'alto numero di piloti iscritti. Villeneuve sorprese tutti, realizzando il miglior giro durante il warm up del mattino, dopo essersi qualificato 9º (davanti al pilota ufficiale McLaren, Mass) e terminò la corsa all'11º posto, pur con una spia dell'acqua malfunzionante che lo costrinse a perdere molto tempo ai box per verificare eventuali danni al sistema di raffreddamento.
Tornato in pista, girò nei tempi dei primi, staccando il quinto giro più veloce in assoluto della corsa. A fine gara gli venne assegnato il trofeo driver of the day, per la sua corsa di debuttante grintoso e tenace.
Venne tuttavia scartato da Mayer (che gli preferì Patrick Tambay) e non disputò altre corse finché non fu contattato, a fine agosto, dalla Ferrari, che cercava un sostituto per Niki Lauda, il quale aveva deciso di abbandonare la squadra italiana dopo la conquista matematica del titolo piloti. Nonostante il parere positivo espresso da Chris Amon e da alcuni addetti ai lavori sulla decisione del team, questa scelta provocò molti dubbi tra la stampa specializzata. Dopo un ritiro in Canada, in cui il pilota venne comunque classificato dodicesimo per aver coperto oltre il 90% della distanza della corsa, in Giappone si rese protagonista di un grave incidente: nel corso del settimo passaggio il canadese entrò in collisione con la Tyrrell a 6 ruote di Ronnie Peterson e la vettura si staccò dal suolo e ricadde su alcuni spettatori appostati in una zona vietata, uccidendo un commissario di gara e un fotografo. Altre dieci persone rimasero ferite, mentre i piloti uscirono illesi dallo scontro. A causa di questo episodio Villeneuve venne duramente attaccato sia da parte della stampa che tra gli addetti ai lavori, invocandone il licenziamento da parte della Ferrari. Enzo Ferrari decise comunque di confermarlo per il 1978, in cui avrebbe fatto coppia con Carlos Reutemann.
1978
La stagione 1978 si aprì con il Gran Premio d'Argentina, in cui Villeneuve, pur concludendo ottavo e nonostante fosse afflitto da problemi di gomme, ottenne per la prima volta il giro più veloce in gara. Nelle successive corse, invece, venne più volte costretto al ritiro. Negli Stati Uniti, in particolare, dopo aver conquistato la prima fila a fianco del compagno di squadra Carlos Reutemann, riuscì ad involarsi in testa alla gara, ma, ritrovatosi davanti la vettura di Regazzoni da doppiare, il canadese cercò il sorpasso in un punto difficile della pista, urtando la Shadow dell'avversario e vanificando le sue possibilità di vittoria. La manovra gli valse dure critiche da parte dello svizzero, il cui casco venne sfiorato dalla monoposto di Villeneuve, ma nonostante ciò Enzo Ferrari difese apertamente il proprio pilota. Anche la stampa italiana non risparmiò critiche al canadese soprannominandolo "l'Aviatore" per via dei suoi continui incidenti. Dopo un altro ritiro a Monaco, complice una prestazione incolore, aumentarono le polemiche sulle sue prestazioni.

Villeneuve al Gran Premio d'Argentina 1978. In questa gara ottenne il suo primo giro più veloce in carriera

Al Gran Premio del Belgio, invece, riuscì a rimanere per lungo tempo in seconda posizione, insidiando più volte il leader della corsa Mario Andretti, ma una foratura lo costrinse ad una sosta ai box per cambiare gli pneumatici. Terminò comunque al quarto posto, ottenendo i suoi primi punti e ricevendo elogi per la sua gara. Proprio a partire dall'appuntamento del Belgio la Lotus aveva introdotto una nuova vettura, la 79, che risultò essere maggiormente competitiva delle altre, in quanto era in grado di sfruttare l'effetto suolo. Contemporaneamente, Villeneuve e il compagno di squadra Reutemann si ritrovarono in difficoltà nella gestione delle gomme, in quanto, a detta di entrambi, la 312 T3 non aveva aderenza e presentava notevoli problemi di sottosterzo. In Spagna, infatti, il canadese non andò oltre la decima piazza. A luglio, poi, circolarono voci di una sostituzione del canadese alla Ferrari, che sarebbe andato alla Wolf, per far spazio a Jody Scheckter, avvenimento poi non realizzatosi. Solamente in occasione del Gran Premio d'Austria riuscì a tornare a punti, conquistando il suo primo podio e guadagnandosi l'interesse proprio della Lotus, alla ricerca di un giovane da ingaggiare per la stagione successiva.
Poche settimane più tardi stabilì il nuovo record sulla pista di Monza e, al Gran Premio d'Italia riuscì a schierarsi in prima fila, al fianco di Andretti. Durante la corsa che costò la vita a Ronnie Peterson, il canadese giunse al secondo posto ma, a causa di una confusa procedura di partenza, venne penalizzato di un minuto per partenza anticipata assieme all'italoamericano che partiva in pole position. Durante la stessa settimana arrivò comunque anche l'ufficialità del prolungamento del suo contratto con la Ferrari per il campionato seguente, in quanto veniva ritenuto che avesse raggiunto una buona maturità agonistica e non avrebbe più compiuto gli errori di inizio stagione. Al Gran Premio del Canada, infatti, conquistò la sua prima affermazione in condizioni molto fredde e poté chiudere il campionato in nona posizione con diciassette punti conquistati. A seguito del suo primo successo venne poi dichiarato cittadino onorario di Montréal e acquisì un elevato livello di popolarità nel Québec, sua regione natale.

#### La maturità agonistica (1979-1981)
1979

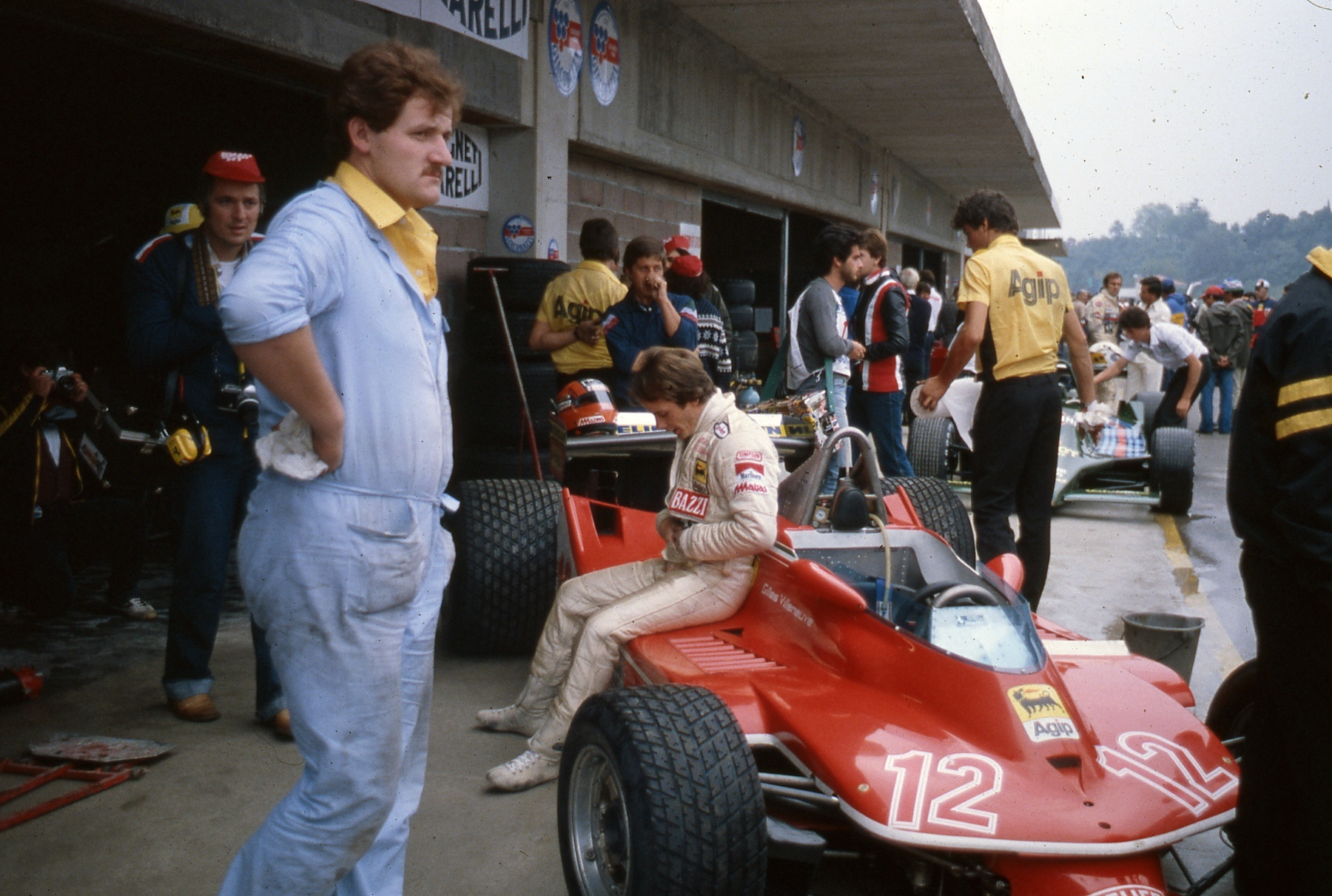
Gilles Villeneuve seduto sulla sua 312 T4 a Imola nel 1979

Il Campionato mondiale di Formula 1 1979 iniziò con i due appuntamenti in Argentina e Brasile in cui la Ferrari fece schierare i due piloti con le vecchie 312 T3 modificate, visto che la nuova vettura sarebbe stata schierata solo a partire dal Gran Premio del Sudafrica.
Dopo due gare forzatamente interlocutorie e deludenti in cui Villeneuve ottenne solo un quinto posto la Ferrari fece finalmente debuttare la 312 T4 e a Kyalami il pilota canadese e il suo compagno di squadra Jody Scheckter fecero registrare immediatamente tempi molto veloci. Dopo essersi qualificato al terzo posto, al secondo giro, dopo che la gara era stata momentaneamente sospesa per la pioggia decise di montare le coperture da bagnato, a differenza di Scheckter, e alla ripartenza riuscì a prendere il comando della corsa, ottenendo infine la sua seconda vittoria in carriera. Visto il successo conquistato il canadese dichiarò il suo ottimismo pure per la gara negli Stati Uniti e smentì le voci sulla probabile nascita di una rivalità interna alla casa di Maranello con Scheckter, che tra l'altro aveva per contratto il ruolo di prima guida. Dopo aver conquistato la prima pole position in carriera, in gara riuscì ad imporsi portandosi in testa al mondiale di Formula 1. Rischiò, però, una penalizzazione di un minuto sul suo risultato finale per non aver fermato la sua vettura sulla linea di partenza al termine del giro di ricognizione, pena poi convertita in una multa di diecimila franchi svizzeri.
A completare il periodo felice, un terzo successo, in una gara non valida per il mondiale pur se prestigiosa, la "Race of Champions", sul circuito di Brands Hatch, dove dopo una bella battaglia con Mario Andretti e Nelson Piquet, conquistò il successo con la vecchia 312 T3.

Villeneuve guida con l'alettone danneggiato durante il Gran Premio Dino Ferrari a seguito di un contatto con Niki Lauda

Le successive gare videro, però, il canadese fuori dalla zona punti a causa di problemi ai freni e agli pneumatici posteriori in Spagna e per la mancanza della benzina a pochi metri dal traguardo in Belgio. Questa serie di risultati negativi fecero perdere al canadese la testa della classifica, ritrovandosi terzo a dieci punti dal compagno di squadra. In occasione del Gran Premio di Francia, però, dopo essere stato in testa per molti giri nella fase iniziale, venne superato da Jean-Pierre Jabouille e, negli ultimi tre giri di gara, fu protagonista insieme a René Arnoux, dotato di una vettura più potente, di un intenso duello ruota contro ruota e con frenate al limite in cui i piloti si superarono più volte, arrivando ad abbassare ripetutamente il giro più veloce, che, alla fine, vide prevalere il canadese. La stampa esaltò la prestazione dei due piloti e tuttora questo è considerato da molti appassionati uno dei momenti più spettacolari e intensi di sempre nella storia della Formula 1.
Dopo altre due gare fuori dalla zona punti, Villeneuve tornò sul podio in Austria, mentre al Gran Premio d'Olanda, dopo aver superato Alan Jones, si portò in testa alla corsa, ma un'uscita di strada al quarantaseiesimo giro, dovuta anche ad una mancanza di stabilità della vettura, ne compromise le possibilità di successo. Tentò comunque di rientrare in corsa con uno pneumatico ormai afflosciatosi, ma dopo aver compiuto un giro su tre ruote fu costretto al ritiro. Questa sua azione scatenò, però, polemiche, in quanto una commissione per la sicurezza formata da vari piloti (tra cui Lauda, Andretti e Reutemann) e Bernie Ecclestone riteneva la sua guida troppo pericolosa ed irruente e venne minacciato di sanzioni. Ritenendosi poi tagliato fuori dalla lotta per il mondiale si mise a disposizione del compagno di squadra per aiutarlo a conquistare la vittoria in campionato. Al Gran Premio d'Italia, infatti, non attaccò mai Scheckter per la prima posizione e lo seguì fino al traguardo concludendo al secondo posto. Concluse poi la stagione con un altro podio e una vittoria a Watkins Glen che gli valsero il secondo posto nella classifica del Campionato del Mondo.
1980

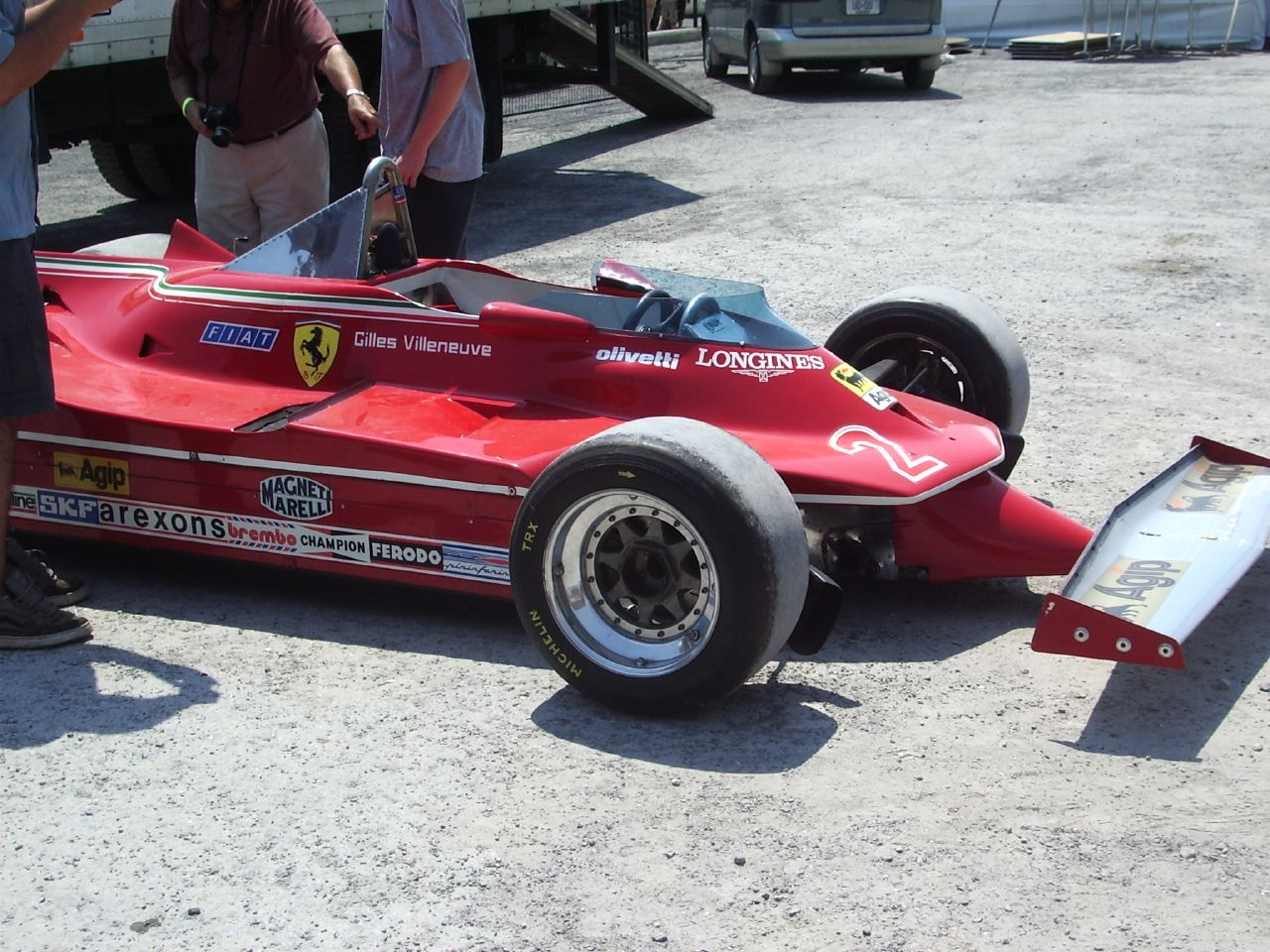
La Ferrari 312 T5 di Gilles Villeneuve

Per il 1980 Villeneuve era considerato il favorito da parte dei bookmaker, ma la stagione si rivelò nei fatti molto deludente. La Ferrari, infatti, visto l'affermarsi dei propulsori turbo decise di concentrare i propri sforzi già durante l'anno sullo sviluppo della vettura che avrebbe disputato il campionato 1981. La 312 T5 rappresentava una semplice evoluzione della monoposto che l'aveva preceduta e raramente Villeneuve e Scheckter furono in grado di ottenere prestazioni di rilievo. Dopo un ritiro al primo Gran Premio per un'uscita di pista, in Brasile riuscì a prendere la testa della corsa dopo essere partito terzo, ma una scelta sbagliata delle gomme, che garantiva scarsa aderenza, fece perdere terreno al canadese che, dopo una sosta ai box, era riuscito a risalire in zona punti quando la rottura dell'acceleratore lo bloccò a pochi passaggi dal termine.
Poche settimane più tardi, poi, il canadese fu vittima di un incidente a quasi trecento chilometri orari durante alcune prove private a Le Castellet, dovuto ad un cedimento meccanico, dal quale uscì pressoché illeso. Nel prosieguo della stagione le prestazioni della vettura, inoltre, non migliorarono soprattutto a causa di continue vibrazioni che, oltre a rendere difficile la guida della monoposto, contribuivano pure alla rottura dei propulsori. Villeneuve ottenne i suoi primi punti al Gran Premio del Belgio con un sesto posto, a cui seguì un quinto posto a Monaco, suo miglior risultato stagionale. A inizio giugno venne poi presentato il primo esemplare di vettura Ferrari a motore turbo che, nei programmi della scuderia, doveva esordire alla fine di quel mese, anche se il debutto non avvenne fino al 1981. Nelle prove del Gran Premio d'Italia, in realtà, un esemplare di questa monoposto venne affidata al solo Villeneuve, ma per la gara si decise di utilizzare la 312 T5, dotata di una maggiore affidabilità. L'ultimo risultato stagionale arrivò in Canada con un quinto posto, che gli fece terminare il mondiale con sei punti ottenuti e un quattordicesimo posto finale.
1981

Villeneuve e Pironi al Gran Premio di San Marino del 1981

Per il 1981 a Villeneuve, in sostituzione di Scheckter, ormai ritiratosi dalle competizioni agonistiche, venne affiancato Didier Pironi, con cui il canadese instaurò subito un buon rapporto. La Ferrari portò, per la stagione, al debutto la 126 CK, prima vettura del team di Maranello con motore turbo. La nuova monoposto soffriva, però, nella prima parte della stagione, di problemi di affidabilità, ma Villeneuve si dichiarò comunque ottimista per il prosieguo del campionato. Al Gran Premio di San Marino ottenne la sua prima pole position dal Gran Premio degli Stati Uniti Ovest del 1979, ma in gara, dopo essersi involato in prima posizione, una sua decisione azzardata nel cambio degli pneumatici, lo fece scivolare in fondo al gruppo e, nonostante una lunga rimonta, chiuse fuori dalla zona punti. Questa prestazione attirò al pilota critiche da una parte della tifoseria che lo accusava di non saper sfruttare le occasioni a lui favorevoli.

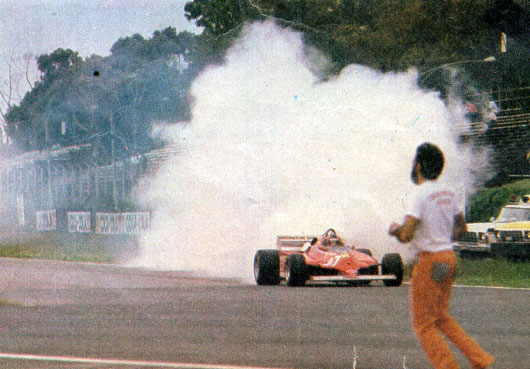
Villeneuve al Gran Premio Argentina 1981

In Belgio, poi, ottenne i suoi primi punti classificandosi al quarto posto e due settimane più tardi rinnovò il suo contratto con la Ferrari fino al 1983, ma le cifre dell'operazione non vennero mai rese note. Lo stesso fine settimana si disputava anche il Gran Premio di Monaco e, in qualifica si piazzò secondo. In gara riuscì a conquistare la sua prima vittoria stagionale, anche grazie al ritiro di Nelson Piquet e a problemi all'impianto di pescaggio della benzina sulla vettura di Alan Jones. Quello di Monte Carlo rappresentò il primo successo di una monoposto con motore turbo sul tracciato monegasco. Il canadese affermò comunque di ritenere le Williams favorite per la conquista del titolo, in quanto la 126 CK aveva un telaio pesante e che sotto carico fletteva e un'aerodinamica nettamente inferiore.
Nonostante ciò, nel successivo gran premio in Spagna Villeneuve riuscì a conquistare la sua seconda vittoria consecutiva; dopo essere partito in settima piazza fu autore di un'ottima partenza e, dopo il ritiro di Jones, si ritrovò in testa alla corsa. Impegnato in un lungo duello con Carlos Reutemann perse via via il vantaggio accumulato nei confronti dei suoi avversari, tanto che si ritrovò alle spalle fino a quattro vetture, le quali avevano tutte una miglior tenuta di strada nel tratto "misto" del tracciato. Il canadese, sfruttando invece la maggior velocità in rettilineo della sua monoposto, riuscì a vincere la corsa; tra lui e De Angelis, giunto quinto, vi era poco più di un secondo di distacco. Il giorno dopo la gara spagnola Enzo Ferrari disse: "Villeneuve mi ha fatto rivivere la leggenda di Nuvolari".
Nelle gare successive, però, non giunsero altri risultati sia per guasti meccanici che afflissero la vettura, dovuti in particolar modo alle elevate temperature che mettevano in crisi il motore, che per la guida aggressiva di Villeneuve costatagli anche varie critiche dagli altri piloti, in particolar modo per l'incidente alla partenza in Olanda, ma non dai tifosi che continuarono a sostenerlo.
Al Gran Premio del Canada, però, fu protagonista di un'ottima prestazione: partito undicesimo, sotto il diluvio, riuscì a recuperare diverse posizioni fino ad installarsi al terzo posto. Ma un contatto alla partenza e un successivo errore in un doppiaggio piegarono il suo alettone anteriore fino a coprirgli totalmente la visuale. Nonostante gli incitamenti a rientrare ai box, il canadese decise di rimanere in pista per concludere la corsa, fino a quando l'appendice aerodinamica si staccò. Riuscì comunque a portare la sua vettura in terza piazza, mandando in visibilio il pubblico locale. Villeneuve dichiarerà in seguito che, durante quei giri con la visuale ostruita a causa dell'alettone, non potendo vedere davanti a sé, si era basato sulle tracce degli pneumatici lasciati dalle altre vetture, per capire quali traiettorie tenere. Con questo risultato concluse il campionato al settimo posto grazie ai venticinque punti ottenuti.

#### L'ultima stagione (1982)

Villeneuve con la 126 C2 alle prove del Gran Premio di San Marino 1982 ad Imola

Durante l'inverno antecedente la stagione 1982 Villeneuve fu più volte impegnato nei collaudi della nuova Ferrari 126 C2, che si dimostrò subito molto competitiva. Al secondo giorno di test il canadese riuscì a registrare il nuovo record del circuito di Fiorano. Le prime tre gare del mondiale videro però il pilota canadese costretto al ritiro in due occasioni, mentre nell'appuntamento statunitense fu squalificato, in quanto l'innovativa ala posteriore a piani sfalsati introdotta dalla Ferrari fu ritenuta irregolare dai commissari di gara.
Nei giorni della gara americana, inoltre, la moglie Joanna, venuta a conoscenza di una relazione extraconiugale, presentò domanda di divorzio; Gilles prese tempo per motivi economici e di immagine, ma tale rovescio finì per aumentare la pressione.
Nel frattempo andava acuendosi lo scontro tra FISA (la federazione dello sport automobilistico) e FOCA (l'associazione dei costruttori di Formula 1), da mesi in disaccordo su alcuni punti del regolamento legati al peso minimo ammesso per le vetture da competizione. Al culmine della polemica le scuderie legate alla FOCA (tra le quali Lotus, Brabham e McLaren) decisero di non presentarsi al Gran Premio di San Marino, al quale parteciparono solo 14 vetture.
Sin dalle prove libere, la gara imolese si configurò come un duello tra le Ferrari e Renault. In gara però le monoposto francesi dovettero entrambe ritirarsi e le Ferrari si trovarono a condurre la classifica, con un vantaggio di quasi un minuto sul terzo concorrente. Dando seguito a un ordine di scuderia concordato nel pre-gara, il muretto espose ai piloti il cartello "Slow", che prescriveva loro di mantenere le posizioni e abbassare il ritmo, onde non mettere a repentaglio l'ottenimento della doppietta. Villeneuve, che pure aveva appena fatto segnare il giro più veloce della corsa, alzò immediatamente il piede dall'acceleratore; ma non Pironi, che interpretando il cartello espostogli solo come invito a non forzare la macchina, sorpassò il compagno. Villeneuve assecondò la manovra, credendo fosse finalizzata a far divertire il pubblico; ne scaturì - almeno da parte del francese - un duello serrato, in particolare negli ultimi giri, ove i ferraristi si attaccarono più volte.
Il cronologico dimostra che quando in testa era Villeneuve il ritmo veniva decisamente rallentato, mentre quando a comandare era il francese il ritmo saliva sensibilmente contravvenendo alle indicazioni del team che ovviamente non voleva mettere a rischio il risultato.
Che non si trattasse di un gioco fu però evidente allorché all'ultimo giro Pironi superò Gilles alla Tosa e lo tenne dietro fino al traguardo, aggiudicandosi la vittoria. Al parco chiuso Villeneuve era infuriato; si presentò alla premiazione scuro in volto, andandosene subito dopo aver ricevuto il trofeo, per poi presentarsi ai microfoni ed accusare pubblicamente Pironi di infedeltà ai patti. Il francese dal canto suo respinse l'accusa e negò che vi fosse stato un patto per il congelamento delle posizioni in gara.
L'episodio segnò dunque la fine dell'amicizia tra Villeneuve e Pironi; nemmeno l'intercessione di Enzo Ferrari, che difese il canadese, pur cercando di minimizzare l'episodio riuscì a migliorare la tensione sviluppatasi all'interno della scuderia. Villeneuve riteneva che la Ferrari non intendesse mantenere la promessa di sostenerlo nella corsa al titolo mondiale, come invece aveva fatto aiutando Jody Scheckter nel 1979. Prima del Gran Premio del Belgio, alcuni giornali riportarono voci per le quali il pilota canadese fosse in procinto di passare alla Williams o volesse finanche fondare una propria scuderia.

#### La morte
(Enzo Ferrari)
Due settimane dopo l'incomprensione di Imola, la situazione in casa Ferrari restava tesa. I due piloti non si erano chiariti; nonostante i tentativi di dialogo di Pironi, Villeneuve mantenne la decisione di non avere più rapporti con il francese, dichiarandolo anche pubblicamente a mezzo stampa. Tra i due permaneva una cortina di silenzio. Alla luce dei fatti, assunse un significato diverso anche la scoperta che poche settimane prima di Imola il francese non invitò la famiglia Villeneuve (conosceva bene infatti anche Joanna, la moglie del canadese) al proprio matrimonio.
L'8 maggio 1982 alle ore 13:52 sul circuito di Zolder mancavano pochi minuti al termine delle qualifiche per la gara dell'indomani; Villeneuve occupava l'ottavo posto in griglia, mentre Pironi aveva il sesto tempo. Quando era già nel giro di rientro definitivo ai box (questo almeno stando alle dichiarazioni dell'ing. Forghieri che aveva segnalato di rientrare, in realtà i tempi parziali non erano così alti), il pilota canadese affrontò la chicane alle spalle dei box e successivamente la discesa che immette alla Terlamenbocht (la "curva del bosco") trovandosi oramai a ridosso della più lenta March condotta dal suo ex compagno di squadra alla McLaren Jochen Mass, il quale lo vide arrivare e si spostò a destra, pensando che il canadese lo superasse a sinistra; ne nacque un malinteso con Villeneuve, che volendo affrontare l'uscita della curva lungo la traiettoria più veloce, andò a sua volta verso destra.
La collisione fu inevitabile ed ebbe un esito disastroso: la Ferrari urtò con la ruota anteriore sinistra quella posteriore destra della March; la monoposto numero 27 si staccò dal suolo e volò per circa venticinque metri, compiendo due looping completi poco al di sopra del guard rail di destra. Il looping successivo portò la vettura a schiantarsi violentemente sul terreno erboso della via di fuga interna alla controcurva successiva; l'energia cinetica era tuttavia tale che la macchina venne rilanciata in aria, priva di gran parte dell'avantreno, per poi ricadere in mezzo alla carreggiata. Lo stesso Jochen Mass rischiò di essere colpito dalla carcassa, che per qualche istante gli aleggiò sopra la testa, ma riuscì a evitare l'impatto portando la propria vettura nel prato a destra della pista.
Quando la macchina rimbalzò sul terreno, uno dei pannelli honeycomb della scocca posto tra lo schienale del sedile e la paratia frontale del serbatoio cedette, trascinando con sé gli attacchi delle cinture di sicurezza; Villeneuve fu quindi sbalzato fuori dall'abitacolo con il sedile attaccato a sé e ricadde scompostamente sulla spalla destra, dopo un volo di quasi 50 metri; nell'impatto abbatté la prima rete di protezione e poi sbatté violentemente il collo su un paletto di sostegno della rete metallica più esterna. I rottami della macchina volarono in tutte le direzioni. Nella carambola, Villeneuve perse anche le scarpe, che vennero ritrovate a duecento metri dal luogo dell'incidente, e il casco, che ricadde a cento metri, mentre il volante della Ferrari finì centottanta metri più in là.
Sul posto si trovavano alcuni commissari e un medico, che immediatamente diedero l'allarme e soccorsero il pilota. Venne esposta la bandiera rossa e alcuni piloti (lo stesso Mass, John Watson, René Arnoux, Derek Warwick, Eddie Cheever) parcheggiarono la macchina presso la curva e accorsero a verificare la situazione. Le condizioni di Villeneuve erano palesemente gravi; era privo di sensi, flaccido, cianotico e edematoso su viso e collo. Altre lesioni non si scorgevano e l'attività cardiaca risultava comunque regolare, sicché il personale medico diretto dal dottor Sid Watkins (che giunse sul posto due minuti dopo il fatto) concluse che doveva esservi una frattura della colonna vertebrale. I medici provvidero pertanto a liberarlo dal sedile, a porre il collo in trazione e a praticargli massaggio cardiaco e respirazione bocca a bocca.
Una crescente folla di curiosi accorse sul luogo dell'incidente per capire cosa fosse accaduto. Per evitare che intralciassero le operazioni di soccorso, commissari e piloti formarono un cordone umano per bloccare l'accesso, mentre altri nascondevano il corpo di Villeneuve con dei teli neri. Dopo qualche minuto il pilota fu caricato a bordo dell'automedica, condotta dal direttore di gara Roland Bruynseraede, e trasferito al centro medico dell'autodromo, dove fu stabilizzato, per poi essere trasportato in elicottero alla clinica universitaria St. Raphael di Lovanio, dove un'équipe di medici rianimatori era pronta per prestargli le prime cure. Il dottor Watkins, che accompagnò Villeneuve lungo tutto il tragitto, nutriva tuttavia ben poche speranze. Gli stessi piloti che avevano visto le sue condizioni tornarono ai box profondamente scossi; John Watson disse a tutti che Villeneuve era già morto.
Intanto, Jody Scheckter, ex compagno di squadra di Villeneuve e suo caro amico, informato dell'accaduto dallo stesso dottor Watkins, telefonò alla moglie di Villeneuve, Joanna, che era rimasta a casa, a Monaco, per la prima comunione della figlia Mélanie. Dopo essere stata informata del grave incidente subìto dal marito e della richiesta immediata di partire per il Belgio, Joanna diede in escandescenza, e la moglie di Scheckter, Pam, che era accorsa a casa Villeneuve, dovette somministrarle dei calmanti. Qualche ora dopo, Pam e Joanna salirono sul primo aereo per Bruxelles.
Giunto alla clinica di Lovanio, il capo rianimatore, professor Herman Delooz, lo sottopose subito a una TAC, che evidenziò la presenza di una grave lesione del tronco encefalico e la rottura (con conseguente distacco) delle vertebre cervicali, con gravi lesioni midollari alla base del cranio, altre lesioni erano presenti in forma di politrauma (fratture ad arti, costole; emorragie interne e danni ad organi) ma vista la gravità dei danni cerebrali e spinali non vennero mai specificate. Tale lesione fu indotta dalla tremenda decelerazione (calcolata in 27 G) o, più probabilmente, dalla violenta trazione esercitata sul collo dalle cinture di sicurezza nel momento in cui il sedile si era staccato dal telaio, teorie giornalistiche legarono le lesioni all'urto contro il paletto (teoria smentita nel tempo da medici e testimoni diretti). Il cervello non mandava perciò più impulsi al corpo. Delooz concluse che non c'era nulla da fare e che se anche, per assurdo, Villeneuve fosse sopravvissuto, sarebbe comunque rimasto paralizzato dal collo in giù e in uno stato puramente vegetativo per quel che gli sarebbe restato da vivere.
Ciononostante il pilota canadese fu tenuto in vita tramite macchina cuore-polmone, anche perché Marco Piccinini, braccio destro di Enzo Ferrari, rifiutò di credere che tutto fosse perduto, chiedendo al dottor Watkins di chiamare "il miglior neurologo del mondo". Il medico inglese telefonò allora al dottor Gilles Bertrand, suo caro amico, che gli confermò l'infausta prognosi. Tale responso fu dato anche alla moglie di Villeneuve, Joanna, giunta a Lovanio verso le 19:00. Ella, dopo aver lungamente parlato con Watkins e Delooz, alle 21:12 diede l'autorizzazione a staccare le macchine che tenevano in vita il marito.
Il corpo di Villeneuve fu riportato in Canada il giorno successivo con un Boeing 707 messo a disposizione dal governo canadese. Nei successivi due giorni la salma fu esposta in una camera ardente allestita nel municipio di Berthierville. Il 12 maggio si svolsero le esequie, nella chiesa di Santa Ginevra a Berthierville, davanti a migliaia di persone, tra cui erano presenti anche Jody Scheckter e Jackie Stewart, oltre a numerose autorità del governo canadese; tra i piloti in attività, solo Jacques Laffite si presentò. Nemmeno Enzo Ferrari riuscì a partecipare.
Al termine della cerimonia la salma venne trasportata al cimitero dell'est a Montréal e, rispettando le ultime volontà del pilota, fu cremata..

## Risultati completi
| 1977 | Scuderia        | Vettura    |  |  |  |  |  |  |  |  |  |    |  |  |  |  |  |    |     | Punti | Pos. |
| ---- | --------------- | ---------- |  |  |  |  |  |  |  |  |  | -- |  |  |  |  |  | -- | --- | ----- | ---- |
| 1977 | McLaren Ferrari | M23 312 T2 |  |  |  |  |  |  |  |  |  | 11 |  |  |  |  |  | 12 | Rit | 0     |      |

| 1978 | Scuderia | Vettura         |   |     |     |     |     |   |    |   |    |     |   |   |   |   |     |   |  | Punti | Pos. |
| ---- | -------- | --------------- | - | --- | --- | --- | --- | - | -- | - | -- | --- | - | - | - | - | --- | - |  | ----- | ---- |
| 1978 | Ferrari  | 312 T2 e 312 T3 | 8 | Rit | Rit | Rit | Rit | 4 | 10 | 9 | 12 | Rit | 8 | 3 | 6 | 7 | Rit | 1 |  | 17    | 9º   |

| 1979 | Scuderia | Vettura         |     |   |   |   |   |   |     |   |     |   |   |     |   |   |   |  |  | Punti   | Pos. |
| ---- | -------- | --------------- | --- | - | - | - | - | - | --- | - | --- | - | - | --- | - | - | - |  |  | ------- | ---- |
| 1979 | Ferrari  | 312 T3 e 312 T4 | Rit | 5 | 1 | 1 | 7 | 7 | Rit | 2 | 14* | 8 | 2 | Rit | 2 | 2 | 1 |  |  | 47 (53) | 2º   |

| 1980 | Scuderia | Vettura |     |    |     |     |   |   |   |     |   |   |   |     |   |     |  |  |  | Punti | Pos. |
| ---- | -------- | ------- | --- | -- | --- | --- | - | - | - | --- | - | - | - | --- | - | --- |  |  |  | ----- | ---- |
| 1980 | Ferrari  | 312 T5  | Rit | 16 | Rit | Rit | 6 | 5 | 8 | Rit | 6 | 8 | 7 | Rit | 5 | Rit |  |  |  | 6     | 14º  |

| 1981 | Scuderia | Vettura |     |     |     |   |   |   |   |     |     |    |     |     |     |   |    |  |  | Punti | Pos. |
| ---- | -------- | ------- | --- | --- | --- | - | - | - | - | --- | --- | -- | --- | --- | --- | - | -- |  |  | ----- | ---- |
| 1981 | Ferrari  | 126 CK  | Rit | Rit | Rit | 7 | 4 | 1 | 1 | Rit | Rit | 10 | Rit | Rit | Rit | 3 | SQ |  |  | 25    | 7º   |

| 1982 | Scuderia | Vettura |     |     |    |   |    |  |  |  |  |  |  |  |  |  |  |  |  | Punti | Pos. |
| ---- | -------- | ------- | --- | --- | -- | - | -- |  |  |  |  |  |  |  |  |  |  |  |  | ----- | ---- |
| 1982 | Ferrari  | 126 C2  | Rit | Rit | SQ | 2 | NP |  |  |  |  |  |  |  |  |  |  |  |  | 6     | 15º  |

| Legenda | 1º posto     | 2º posto | 3º posto    | A punti         | Senza punti/Non class.  | Grassetto – Pole position Corsivo – Giro più veloce |
| Legenda | Squalificato | Ritirato | Non partito | Non qualificato | Solo prove/Terzo pilota | Grassetto – Pole position Corsivo – Giro più veloce |

* Non ha terminato, ma è stato classificato in quanto aveva completato più del 90% della distanza di gara.

## Vita privata
Nato a Saint-Jean-sur-Richelieu il 18 gennaio 1950, Villeneuve crebbe nella cittadina di Berthierville. Nel 1970 sposò Joann Barthe, da cui ebbe due figli, Melanie e Jacques. Durante la carriera motoristica prese l'abitudine di portare con sé la famiglia alle corse, vivendo in un motorhome, abitudine che mantenne in una certa misura anche in Formula 1; in quegli anni stabilì la propria residenza nel Principato di Monaco, a La Rousse/Saint-Roman, presso villa La Mascotte in rue des Giroflées. Aveva un fratello, Jacques, anch'egli pilota automobilistico. Nel mondo delle corse instaurò ottimi rapporti con Jody Scheckter, Patrick Tambay e Jackie Stewart, mentre Niki Lauda nutriva per lui un'ammirazione sia come pilota sia come uomo. Il figlio Jacques avrebbe poi seguito le orme paterne diventando pilota e vincendo la 500 Miglia di Indianapolis, il campionato CART nel 1995 e il titolo mondiale di Formula 1 nel 1997 alla guida di una Williams.
Il pilota, per i suoi spostamenti privati, usava una Ferrari 308 GTS di sua proprietà, che guidava in modo spericolato, arrivando a percorrere la distanza tra Monaco e Maranello (432 km) in 2 ore e 25 minuti. Presso il Museo Ferrari di Maranello, nel 2012, in occasione del 30º anniversario della sua scomparsa, venne appositamente allestito un padiglione interamente dedicato al pilota canadese, dove vennero esposti i guanti, la tuta, le scarpe che indossò a Zolder nel 1982 e altri cimeli del pilota, e in questo stesso padiglione, inoltre, venne esposta anche la sua Ferrari personale, ceduta a una collezione privata.

## Riconoscimenti
(Jody Scheckter, ai funerali)

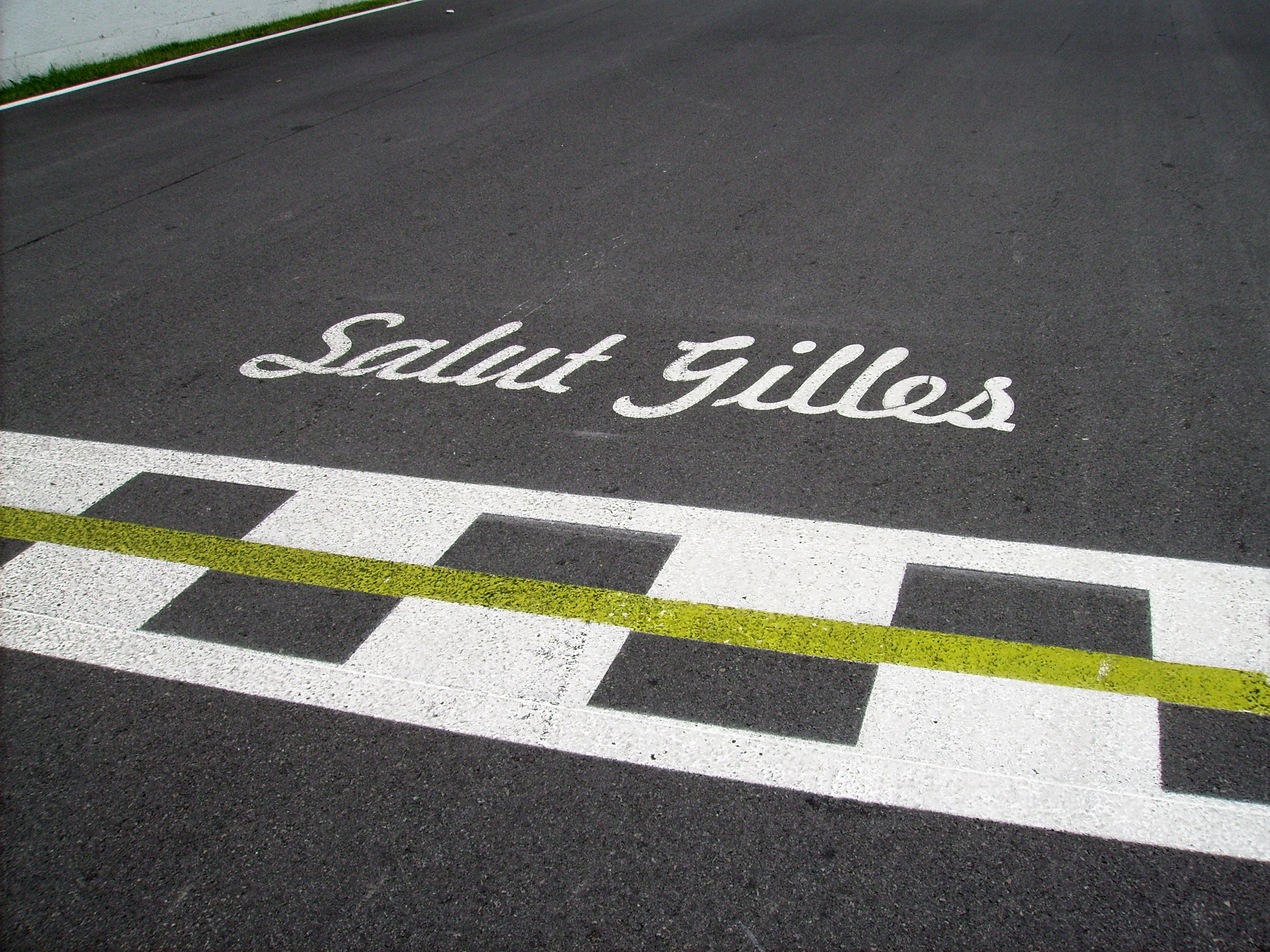
Particolare della griglia di partenza del Circuito di Montréal

Dopo la morte del pilota canadese furono numerose le iniziative intraprese nel mondo delle corse per ricordarne la figura. In Italia gli venne dedicata una curva nell'Autodromo Enzo e Dino Ferrari, mentre al circuito di Fiorano è presente un busto che lo raffigura all'entrata. Una Curva Villeneuve è presente pure nel tracciato di Zolder, nel punto in cui il pilota ebbe l'incidente mortale.
Anche in Canada non mancarono le iniziative in memoria del proprio pilota. Il circuito sull'Île Notre-Dame, a Montréal, sede del Gran Premio del Canada, fu intitolato a Gilles Villeneuve nel 1982. Nel 1992 venne aperto un museo in suo onore a Berthierville, città in cui era cresciuto, e a poca distanza venne eretta una statua con le sue sembianze e il parco in cui è situata prese il suo nome. L'anno successivo venne inserito nella Canadian Motorsports Hall of Fame e nel giugno del 1997, a 15 anni dalla scomparsa, il Canada emise un francobollo in onore del suo pilota più celebre.
Tuttora è ancora elevata la richiesta di memorabilia su Villeneuve e molti libri gli sono stati dedicati. Era stato annunciato anche un film sulla sua vita da Gerald Donaldson nel 2005, ma il progetto non venne mai realizzato.
Nel 2022 furono distribuiti due documentari su Villeneuve a quarant'anni della scomparsa: "Gilles Villeneuve - L'Aviatore" prodotto da Sonne Film e K+ in collaborazione con Rai Documentari, e “Villeneuve Pironi”, coprodotto da Sky Studios e Noah Media Group.

## Influenza culturale
Ancora associato dai tifosi a Villeneuve è il numero 27 che il canadese aveva sulla sua vettura nelle ultime stagioni in Formula 1. Lo stesso numero venne utilizzato da Jean Alesi, più volte associato al canadese per la sua guida aggressiva, nel periodo in cui correva per la Ferrari, dal figlio Jacques durante le stagioni in Champ Car e, occasionalmente nelle gare NASCAR. James Hinchcliffe, pilota canadese in IRL, ha adottato il numero 27 nella stagione 2012.

Busta "primo giorno" dedicata a Gilles Villeneuve

Villeneuve compare inoltre nella serie Michel Vaillant e il gruppo pop rock del Québec The Boxes, nel 1984, gli dedicò una canzone.
Claudio Lolli gli dedicò una canzone ("Villeneuve"), comparsa nel suo album del 1983 Antipatici antipodi; nello stesso album, c'era un'altra canzone, "Formula Uno", il cui testo era stato scritto dal poeta Roberto Roversi, e in cui si citava parimenti Villeneuve.
Nel 2022 il cantante Cisco e il gruppo Bandabardò gli dedicano, all'interno dell'album Non fa paura il brano Gilles
Compare nella miniserie tv Ferrari di Carlo Carlei, interpretato da Matteo Angius.
A lui è dedicata una via nella città di Sabaudia, una corte nel comune di Corte Palasio, una via nel comune di Isola Vicentina e una via nel comune di Zola Predosa.